# 施特特旺
施特特旺是德国巴伐利亚州的一个市镇。总面积19.79平方公里，总人口1795人，其中男性921人，女性874人（2011年12月31日），人口密度91人/平方公里。